# Condado de Cienfuegos
El condado de Cienfuegos es un título nobiliario español creado por el rey Alfonso XIII en favor de Luis Cienfuegos-Jovellanos y Bernaldo de Quirós, coronel de caballería y director de las Reales Caballerizas, mediante real decreto del 26 de mayo de 1926 y despacho expedido el 19 de julio del mismo año.
El 20 de abril de 1964 este título fue rehabilitado por el jefe de Estado Francisco Franco en favor de Alonso de Cienfuegos, hijo del primer titular.

## Condes de Cienfuegos
|                                                | Titular                                         | Periodo                             |
| Creado y concedido por Alfonso XIII            | Creado y concedido por Alfonso XIII             | Creado y concedido por Alfonso XIII |
| ---------------------------------------------- | ----------------------------------------------- | ----------------------------------- |
| I                                              | Luis Cienfuegos-Jovellanos y Bernaldo de Quirós | 1926-1929                           |
| Rehabilitación autorizada por Francisco Franco |                                                 |                                     |
| II                                             | Alonso Cienfuegos-Jovellanos y García           | 1965-2013                           |
| Sucesión autorizada por Felipe VI              |                                                 |                                     |
| III                                            | María Leticia Cienfuegos-Jovellanos y Margallo  | 2024-                               |

## Historia de los condes de Cienfuegos
- Luis Cienfuegos-Jovellanos y Bernaldo de Quirós (m. 1929), I conde de Cienfuegos.[1]

Casó con María Victoria García Baxter (m. 1961). El 29 de enero de 1965, previo decreto de rehabilitación expedido el 16 de abril de 1964 (BOE del día 20), le sucedió su hijo:
- Alonso Cienfuegos-Jovellanos y García-Baxter (m. Pollensa, 11 de marzo de 2013[5]), II conde de Cienfuegos.[1][4]

Casó en 1952, en primeras nupcias, con Sofía Irene Traumann Meske.
Casó, en segundas nupcias, con María Ángeles Benito García.
- María Leticia Cienfuegos-Jovellanos y Margallo, III condesa de Cienfuegos.[7]

Casó con Arcadio Martínez Cobo.